# Playoffs NBB 2015
Os Playoffs NBB 2015 foram a fase final da temporada de 2014-15 do Novo Basquete Brasil, compreendendo as disputas da fase classificatória às quartas de final, quartas de final, semifinais e final. Os playoffs começaram no dia 7 de abril e acabaram no dia 30 de maio de 2015.
O Flamengo se sagrou tetracampeão do NBB e pentacampeão brasileiro (somando-se aos 4 títulos do NBB o título do Campeonato Nacional de 2008). Este também foi o terceiro título consecutivo do NBB do Flamengo, que passou a ser o maior vencedor isolado da competição (com 4 títulos contra 3 do Lobos Brasília). No caminho para a final, o Flamengo, que havia se classificado em 3º na temporada regular, eliminou o São José (11º) por 3 a 2 nas quartas de final, depois o Limeira (2º) por 3 a 0 nas semifinais e, por fim, enfrentou na final o Bauru, 1º colocado geral, vencendo as séries por 2 a 0.
No primeiro jogo da final, disputado na HSBC Arena, no Rio de Janeiro, o Flamengo chegou a estar liderando por 30 pontos no segundo tempo, vencendo ao final por 91 a 69. A diferença de 22 pontos quebrou o recorde da maior diferença em um jogo da história das Finais do NBB, batendo a marca estabelecida previamente pelo próprio Flamengo, no NBB 1, quando havia vencido o Brasília por 21 pontos.
No segundo jogo da série melhor-de-3, disputado no Ginásio Neusa Galetti, em Marília, o Flamengo novamente venceu com folga, chegando a liderar por 26 pontos próximo do fim do terceiro quarto. Uma corrida de 19 a 8 para Bauru no último quarto chegou a colocar pressão nos rubro-negros, mas não foi suficiente para impedir a vitória do Flamengo por 77 a 67. Com isso, o Flamengo terminou o campeonato em uma sequência de 6 vitórias seguidas (o jogo 5 contra São José, os três jogos contra Limeira e os dois contra Bauru), alcançando, nesta sequência, uma média de 16,8 pontos de vantagem por jogo. O armador do Flamengo Nico Laprovittola foi eleito MVP das Finais.

## Formato
Os 12 primeiros colocados da temporada regular do NBB 2014-15 foram classificados aos playoffs, sendo que os 4 primeiros se classificaram diretamente para as quartas de final e os outros 8 times se enfrentam em uma fase classificatória para determinar as outras quatro equipes a integrar as quartas de final. Os playoffs da fase clasificatória, quartas de final e semifinais foram disputados em melhor de cinco partidas, avançando para a fase seguinte quem vencesse três jogos. Os jogos 1, 2 e 5 (se houvesse) eram disputados na casa da equipe melhor classificada, ao passo que os jogos 3 e 4 (se houvesse) eram disputados na casa da equipe pior classificada. Já a final foi disputada em melhor de três partidas, alterando-se o modelo de final em jogo único presente desde o NBB 2011-12. Neste formato, o primeiro jogo foi disputado na casa da pior equipe classificada e o segundo e terceiro (se houvesse), na casa da melhor equipe classicada.

## Chave
|  | Fase Classificatória (Melhor-de-5) | Fase Classificatória (Melhor-de-5) | Fase Classificatória (Melhor-de-5) |  |  | Quartas de Final (Melhor-de-5) | Quartas de Final (Melhor-de-5) | Quartas de Final (Melhor-de-5) |   |   | Semifinais (Melhor-de-5) | Semifinais (Melhor-de-5) | Semifinais (Melhor-de-5) |  |  | Final (Melhor-de-3) | Final (Melhor-de-3) | Final (Melhor-de-3) |
|  |                                    |                                    |                                    |  |  |                                |                                |                                |   |   |                          |                          |                          |  |  |                     |                     |                     |
|  |                                    |                                    |                                    |  |  |                                |                                |                                |   |   |                          |                          |                          |  |  |                     |                     |                     |
|  |                                    |                                    |                                    |  |  | 1                              | Bauru                          | 3                              |   |   |                          |                          |                          |  |  |                     |                     |                     |
|  | 8                                  | Franca                             | 3                                  |  |  | 8                              | Franca                         | 2                              |   |   |                          |                          |                          |  |  |                     |                     |                     |
|  | 9                                  | Palmeiras                          | 2                                  |  |  |                                |                                |                                |   | 1 | Bauru                    | 3                        |                          |  |  |                     |                     |                     |
|  |                                    |                                    |                                    |  |  |                                | 4                              | Mogi das Cruzes                | 2 |   |                          |                          |                          |  |  |                     |                     |                     |
|  |                                    |                                    |                                    |  |  | 4                              | Mogi das Cruzes                | 3                              |   |   |                          |                          |                          |  |  |                     |                     |                     |
|  | 5                                  | Minas                              | 1                                  |  |  | 12                             | Macaé                          | 2                              |   |   |                          |                          |                          |  |  |                     |                     |                     |
|  | 12                                 | Macaé                              | 3                                  |  |  |                                |                                |                                |   |   | 1                        | Bauru                    | 0                        |  |  |                     |                     |                     |
|  |                                    |                                    |                                    |  |  |                                | 3                              | Flamengo                       | 2 |   |                          |                          |                          |  |  |                     |                     |                     |
|  |                                    |                                    |                                    |  |  | 2                              | Limeira                        | 3                              |   |   |                          |                          |                          |  |  |                     |                     |                     |
|  | 7                                  | Pinheiros                          | 1                                  |  |  | 10                             | Lobos Brasília                 | 1                              |   |   |                          |                          |                          |  |  |                     |                     |                     |
|  | 10                                 | Lobos Brasília                     | 3                                  |  |  |                                |                                |                                |   | 2 | Limeira                  | 0                        |                          |  |  |                     |                     |                     |
|  |                                    |                                    |                                    |  |  |                                | 3                              | Flamengo                       | 3 |   |                          |                          |                          |  |  |                     |                     |                     |
|  |                                    |                                    |                                    |  |  | 3                              | Flamengo                       | 3                              |   |   |                          |                          |                          |  |  |                     |                     |                     |
|  | 6                                  | Paulistano                         | 1                                  |  |  | 11                             | São José                       | 2                              |   |   |                          |                          |                          |  |  |                     |                     |                     |
|  | 11                                 | São José                           | 3                                  |  |  |                                |                                |                                |   |   |                          |                          |                          |  |  |                     |                     |                     |

Negrito - Vencedor das séries

Itálico - Time com vantagem de mando de quadra

## Confrontos
Todas as partidas estão no horário de Brasília (UTC-3)

### Oitavas de final
| Time 1     | Séries | Time 2         | 1º Jogo | 2º Jogo | 3º Jogo | 4º Jogo | 5º Jogo |
| ---------- | ------ | -------------- | ------- | ------- | ------- | ------- | ------- |
| Franca     | 3–2    | Palmeiras      | 79–74   | 81–64   | 73–80   | 56–63   | 73–64   |
| Minas      | 1–3    | Macaé          | 90–78   | 80–81   | 62–91   | 86–92   | –       |
| Pinheiros  | 1–3    | Lobos Brasília | 91–95   | 96–90   | 76–82   | 81–93   | –       |
| Paulistano | 1–3    | São José       | 75–76   | 72–67   | 74–85   | 65–74   | –       |

#### (8) Franca vs. (9) Palmeiras
Séries na temporada regular
Empatado em 1-1 nos confrontos de temporada regular:
| 17 de dezembro | Relatório | Franca | 80–74 | Palmeiras |  | Ginásio Pedrocão, Franca |  |

| 18 de março | Relatório | Palmeiras | 96–90 | Franca | OT | Ginásio Palestra Itália, São Paulo |  |

| 8 de abril 20:00 | Relatório | Franca                                         | 79–74 | Palmeiras                                     |  | Ginásio Pedrocão, Franca Árbitros: Fernando Serpa Oliveira, Andreia Regina da Silva e Eduardo Albano |  |
| 8 de abril 20:00 | Relatório | Placar por quarto: 14-7, 18-27, 21-23, 26-17   |       |                                               |  | Ginásio Pedrocão, Franca Árbitros: Fernando Serpa Oliveira, Andreia Regina da Silva e Eduardo Albano |  |
| 8 de abril 20:00 | Relatório | Pts: Helinho 24 Rbts: Mata 10 Asts: Léo/Mata 4 |       | Pts: Gianella 21 Rbts: Diego 7 Asts: Stanic 9 |  | Ginásio Pedrocão, Franca Árbitros: Fernando Serpa Oliveira, Andreia Regina da Silva e Eduardo Albano |  |

| 10 de abril 19:30 | Relatório | Franca                                        | 81–64 | Palmeiras |  | Ginásio Pedrocão, Franca Árbitros: Cristiano Jesus Maranho, Mauricio Serour e Leandro Sehnem |  |
| 10 de abril 19:30 | Relatório | Placar por quarto: 24-11, 21-18, 16-11, 20-24 |       |           |  | Ginásio Pedrocão, Franca Árbitros: Cristiano Jesus Maranho, Mauricio Serour e Leandro Sehnem |  |
| 10 de abril 19:30 | Relatório | Pts: Mata 22 Rbts: Mata 9 Asts: Mata 6        |       | Pts: Stanic 13 Rbts: Átila Dos Santos 7 Asts: Gianella/Neto 5          |  | Ginásio Pedrocão, Franca Árbitros: Cristiano Jesus Maranho, Mauricio Serour e Leandro Sehnem |  |

| 14 de abril 20:00 | Relatório | Palmeiras                                     | 80–73 | Franca                                             |  | Ginásio Palestra Itália, São Paulo Árbitros: Marcos Fornies Benito, Marcos Antonio de Matos Ferreira e Fabiano Huber |  |
| 14 de abril 20:00 | Relatório | Placar por quarto: 20-16, 16-12, 25-22, 19-23 |       |                                                    |  | Ginásio Palestra Itália, São Paulo Árbitros: Marcos Fornies Benito, Marcos Antonio de Matos Ferreira e Fabiano Huber |  |
| 14 de abril 20:00 | Relatório | Pts: Neto 20 Rbts: Stanic 7 Asts: Stanic 9    |       | Pts: Lucas Mariano 20 Rbts: Léo 5 Asts: Figueroa 9 |  | Ginásio Palestra Itália, São Paulo Árbitros: Marcos Fornies Benito, Marcos Antonio de Matos Ferreira e Fabiano Huber |  |

| 16 de abril 20:00 | Relatório | Palmeiras                                    | 63–56 | Franca                                     |  | Ginásio Palestra Itália, São Paulo Árbitros: Fernando Serpa Oliveira, Guilherme Locatelli e Leandro Sehnem |  |
| 16 de abril 20:00 | Relatório | Placar por quarto: 12-8, 14-21, 22-10, 15-17 |       |                                            |  | Ginásio Palestra Itália, São Paulo Árbitros: Fernando Serpa Oliveira, Guilherme Locatelli e Leandro Sehnem |  |
| 16 de abril 20:00 | Relatório | Pts: Neto 16 Rbts: Jhonatan 6 Asts: Stanic 7 |       | Pts: Léo 15 Rbts: Mata 10 Asts: Figueroa 3 |  | Ginásio Palestra Itália, São Paulo Árbitros: Fernando Serpa Oliveira, Guilherme Locatelli e Leandro Sehnem |  |

| 19 de abril 11:00 | Relatório | Franca                                                        | 73–64 | Palmeiras                                        |  | Ginásio Pedrocão, Franca Árbitros: Cristiano Jesus Maranho, José Carlos Pelissari e Jacob Cassimiro Barreto |  |
| 19 de abril 11:00 | Relatório | Placar por quarto: 25-19, 15-6, 14-23, 19-16                  |       |                                                  |  | Ginásio Pedrocão, Franca Árbitros: Cristiano Jesus Maranho, José Carlos Pelissari e Jacob Cassimiro Barreto |  |
| 19 de abril 11:00 | Relatório | Pts: Lucas Mariano 23 Rbts: Lucas Mariano 12 Asts: Figueroa 7 |       | Pts: Gianella 14 Rbts: Toyloy 8 Asts: Gianella 5 |  | Ginásio Pedrocão, Franca Árbitros: Cristiano Jesus Maranho, José Carlos Pelissari e Jacob Cassimiro Barreto |  |
| 19 de abril 11:00 | Relatório | Franca vence as séries por 3–2                                |       |                                                  |  | Ginásio Pedrocão, Franca Árbitros: Cristiano Jesus Maranho, José Carlos Pelissari e Jacob Cassimiro Barreto |  |

#### (5) Minas vs. (12) Macaé
Séries na temporada regular
Minas venceu 2-0 nos confrontos de temporada regular:
| 20 de novembro | Relatório | Minas | 73–63 | Macaé |  | Arena Minas, Belo Horizonte |  |

| 5 de fevereiro | Relatório | Macaé | 85–87 | Minas | OT | Ginásio do Tênis Clube de Macaé, Macaé |  |

| 10 de abril 19:30 | Relatório | Minas                                            | 90–78 | Macaé                                        |  | Arena Minas, Belo Horizonte Árbitros: Guilherme Locatelli, José Carlos Pelissari e Bruno da Costa Oliveira |  |
| 10 de abril 19:30 | Relatório | Placar por quarto: 16-21, 23-12, 24-15, 27-30    |       |                                              |  | Arena Minas, Belo Horizonte Árbitros: Guilherme Locatelli, José Carlos Pelissari e Bruno da Costa Oliveira |  |
| 10 de abril 19:30 | Relatório | Pts: Siqueira 20 Rbts: Ansaloni 9 Asts: Coelho 7 |       | Pts: Jamaal 24 Rbts: George 9 Asts: Jamaal 3 |  | Arena Minas, Belo Horizonte Árbitros: Guilherme Locatelli, José Carlos Pelissari e Bruno da Costa Oliveira |  |

| 12 de abril 17:00 | Relatório | Minas                                                 | 80–81 | Macaé                                          | OT | Arena Minas, Belo Horizonte Árbitros: Marcos Fornies Benito, Fabio Kover e Gustavo Edson Mathias |  |
| 12 de abril 17:00 | Relatório | Placar por quarto: 7-13, 8-22, 26-15, 30-21, OT: 9-10 |       |                                                | OT | Arena Minas, Belo Horizonte Árbitros: Marcos Fornies Benito, Fabio Kover e Gustavo Edson Mathias |  |
| 12 de abril 17:00 | Relatório | Pts: Siqueira 26 Rbts: Shilton 13 Asts: Siqueira 5    |       | Pts: Jamaal 23 Rbts: Fernando 9 Asts: Jamaal 4 | OT | Arena Minas, Belo Horizonte Árbitros: Marcos Fornies Benito, Fabio Kover e Gustavo Edson Mathias |  |

| 15 de abril 19:30 | Relatório | Macaé                                                          | 91–62 | Minas                                                    |  | Ginásio do Tênis Clube de Macaé, Macaé Árbitros: Cristiano Jesus Maranho, Andreia Regina da Silva e Leandro Sehnem |  |
| 15 de abril 19:30 | Relatório | Placar por quarto: 19-24, 18-8, 28-13, 26-17                   |       |                                                          |  | Ginásio do Tênis Clube de Macaé, Macaé Árbitros: Cristiano Jesus Maranho, Andreia Regina da Silva e Leandro Sehnem |  |
| 15 de abril 19:30 | Relatório | Pts: Pedrinho/Márcio/Jamaal 14 Rbts: George 9 Asts: Fernando 6 |       | Pts: Siqueira 15 Rbts: Shilton 5 Asts: Siqueira/Coelho 3 |  | Ginásio do Tênis Clube de Macaé, Macaé Árbitros: Cristiano Jesus Maranho, Andreia Regina da Silva e Leandro Sehnem |  |

| 17 de abril 19:30 | Relatório | Macaé                                                      | 92–86 | Minas                                           |  | Ginásio do Tênis Clube de Macaé, Macaé Árbitros: Guilherme Locatelli, Marcos Antonio de Matos Ferreira e Diego Chiconato |  |
| 17 de abril 19:30 | Relatório | Placar por quarto: 23-21, 26-17, 21-24, 22-24              |       |                                                 |  | Ginásio do Tênis Clube de Macaé, Macaé Árbitros: Guilherme Locatelli, Marcos Antonio de Matos Ferreira e Diego Chiconato |  |
| 17 de abril 19:30 | Relatório | Pts: Jamaal 30 Rbts: Fernando 8 Asts: Atílio/Márcio/Eddy 3 |       | Pts: Siqueira 17 Rbts: Shilton 6 Asts: Coelho 8 |  | Ginásio do Tênis Clube de Macaé, Macaé Árbitros: Guilherme Locatelli, Marcos Antonio de Matos Ferreira e Diego Chiconato |  |
| 17 de abril 19:30 | Relatório | Macaé vence as séries por 3–1                              |       |                                                 |  | Ginásio do Tênis Clube de Macaé, Macaé Árbitros: Guilherme Locatelli, Marcos Antonio de Matos Ferreira e Diego Chiconato |  |

#### (7) Pinheiros vs. (10) Brasília
Séries na temporada regular
Empatado em 1-1 nos confrontos de temporada regular:
| 21 de novembro | Relatório | Pinheiros | 95–82 | Lobos Brasília |  | Ginásio do Clube Hebraica, São Paulo |  |

| 6 de fevereiro | Relatório | Lobos Brasília | 106–105 | Pinheiros | OT | Ginásio ASCEB, Brasília |  |

| 9 de abril 17:00 | Relatório | Pinheiros                                          | 91–95 | Lobos Brasília                                     |  | Ginásio Henrique Villaboim, São Paulo Árbitros: Cristiano Jesus Maranho, Joaquins Duarte Feitosa Neto e Bruno da Costa Oliveira |  |
| 9 de abril 17:00 | Relatório | Placar por quarto: 28-27, 22-24, 18-26, 23-18      |       |                                                    |  | Ginásio Henrique Villaboim, São Paulo Árbitros: Cristiano Jesus Maranho, Joaquins Duarte Feitosa Neto e Bruno da Costa Oliveira |  |
| 9 de abril 17:00 | Relatório | Pts: Joe Smith 27 Rbts: Felipe 7 Asts: Joe Smith 7 |       | Pts: Giovannoni 23 Rbts: Ronald 11 Asts: LaMonte 3 |  | Ginásio Henrique Villaboim, São Paulo Árbitros: Cristiano Jesus Maranho, Joaquins Duarte Feitosa Neto e Bruno da Costa Oliveira |  |

| 11 de abril 20:30 | Relatório | Pinheiros                                                  | 96–90 | Lobos Brasília                                 |  | Ginásio Henrique Villaboim, São Paulo Árbitros: Marcos Fornies Benito, Jacob Cassimiro Barreto e Mauricio Serour |  |
| 11 de abril 20:30 | Relatório | Placar por quarto: 25-18, 14-26, 30-27, 27-19              |       |                                                |  | Ginásio Henrique Villaboim, São Paulo Árbitros: Marcos Fornies Benito, Jacob Cassimiro Barreto e Mauricio Serour |  |
| 11 de abril 20:30 | Relatório | Pts: Jason Smith 30 Rbts: André Bambu 8 Asts: Joe Smith 12 |       | Pts: Ronald 15 Rbts: Cipolini 9 Asts: Fúlvio 5 |  | Ginásio Henrique Villaboim, São Paulo Árbitros: Marcos Fornies Benito, Jacob Cassimiro Barreto e Mauricio Serour |  |

| 14 de abril 21:30 | Relatório | Lobos Brasília                                | 82–76 | Pinheiros                                          |  | Ginásio ASCEB, Brasília Árbitros: Fernando Serpa Oliveira, Jonas de Carlo Pereira e Diego Chiconato |  |
| 14 de abril 21:30 | Relatório | Placar por quarto: 25-19, 26-17, 14-19, 17-21 |       |                                                    |  | Ginásio ASCEB, Brasília Árbitros: Fernando Serpa Oliveira, Jonas de Carlo Pereira e Diego Chiconato |  |
| 14 de abril 21:30 | Relatório | Pts: LaMonte 30 Rbts: Arthur 6 Asts: Fúlvio 5 |       | Pts: Joe Smith 22 Rbts: Toledo 7 Asts: Joe Smith 4 |  | Ginásio ASCEB, Brasília Árbitros: Fernando Serpa Oliveira, Jonas de Carlo Pereira e Diego Chiconato |  |

| 16 de abril 20:00 | Relatório | Lobos Brasília                                        | 93–81 | Pinheiros                                                 |  | Ginásio ASCEB, Brasília Árbitros: José Carlos Pelissari, Marcos Fornies Benito e Fabiano Huber |  |
| 16 de abril 20:00 | Relatório | Placar por quarto: 27-19, 24-16, 24-24, 18-22         |       |                                                           |  | Ginásio ASCEB, Brasília Árbitros: José Carlos Pelissari, Marcos Fornies Benito e Fabiano Huber |  |
| 16 de abril 20:00 | Relatório | Pts: Giovannoni 23 Rbts: Giovannoni 10 Asts: Fúlvio 7 |       | Pts: Jefferson/Toledo 17 Rbts: Toledo 8 Asts: Joe Smith 5 |  | Ginásio ASCEB, Brasília Árbitros: José Carlos Pelissari, Marcos Fornies Benito e Fabiano Huber |  |
| 16 de abril 20:00 | Relatório | Brasília vence as séries por 3–1                      |       |                                                           |  | Ginásio ASCEB, Brasília Árbitros: José Carlos Pelissari, Marcos Fornies Benito e Fabiano Huber |  |

#### (6) Paulistano vs. (11) São José
Séries na temporada regular
Paulistano venceu 2-0 nos confrontos de temporada regular:
| 16 de dezembro | Relatório | Paulistano | 89–71 | São José |  | Ginásio Antonio Prado Jr, São Paulo |  |

| 17 de março | Relatório | São José | 77–88 | Paulistano |  | Ginásio Lineu de Moura, São José dos Campos |  |

| 7 de abril 19:30 | Relatório | Paulistano                                         | 75–76 | São José                                               |  | Ginásio Antonio Prado Jr, São Paulo Árbitros: Jacob Cassimiro Barreto, Francisco Ferreira De Lima Filho e Fabiano Huber |  |
| 7 de abril 19:30 | Relatório | Placar por quarto: 21-22, 18-19, 21-15, 15-20      |       |                                                        |  | Ginásio Antonio Prado Jr, São Paulo Árbitros: Jacob Cassimiro Barreto, Francisco Ferreira De Lima Filho e Fabiano Huber |  |
| 7 de abril 19:30 | Relatório | Pts: Pedro 18 Rbts: Pilar 10 Asts: Pilar/Dawkins 3 |       | Pts: Baxter 17 Rbts: Torres 10 Asts: Baxter/Valtinho 4 |  | Ginásio Antonio Prado Jr, São Paulo Árbitros: Jacob Cassimiro Barreto, Francisco Ferreira De Lima Filho e Fabiano Huber |  |

| 9 de abril 19:30 | Relatório | Paulistano                                      | 72–67 | São José                                     |  | Ginásio Antonio Prado Jr, São Paulo Árbitros: Guilherme Locatelli, Marcos Antonio de Matos Ferreira e Davi Geovani de Souza |  |
| 9 de abril 19:30 | Relatório | Placar por quarto: 24-15, 14-17, 11-23, 23-12   |       |                                              |  | Ginásio Antonio Prado Jr, São Paulo Árbitros: Guilherme Locatelli, Marcos Antonio de Matos Ferreira e Davi Geovani de Souza |  |
| 9 de abril 19:30 | Relatório | Pts: Dawkins 21 Rbts: Dawkins 9 Asts: Dawkins 4 |       | Pts: Torres 21 Rbts: Laws 9 Asts: Valtinho 5 |  | Ginásio Antonio Prado Jr, São Paulo Árbitros: Guilherme Locatelli, Marcos Antonio de Matos Ferreira e Davi Geovani de Souza |  |

| 13 de abril 20:00 | Relatório | São José                                                 | 85–74 | Paulistano                                                    |  | Ginásio Lineu de Moura, São José dos Campos Árbitros: José Carlos Pelissari, Diego Chiconato e Andreia Regina da Silva |  |
| 13 de abril 20:00 | Relatório | Placar por quarto: 11-21, 21-18, 30-20, 23-15            |       |                                                               |  | Ginásio Lineu de Moura, São José dos Campos Árbitros: José Carlos Pelissari, Diego Chiconato e Andreia Regina da Silva |  |
| 13 de abril 20:00 | Relatório | Pts: Dedé 18 Rbts: Baxter/Renan/Drudi 6 Asts: Valtinho 4 |       | Pts: Renato/Dawkins 17 Rbts: Renato/Dawkins 5 Asts: Dawkins 8 |  | Ginásio Lineu de Moura, São José dos Campos Árbitros: José Carlos Pelissari, Diego Chiconato e Andreia Regina da Silva |  |

| 15 de abril 20:00 | Relatório | São José                                     | 74–65 | Paulistano                                            |  | Ginásio Lineu de Moura, São José dos Campos Árbitros: Guilherme Locatelli, Jonas de Carlo Pereira e Fabiano Huber |  |
| 15 de abril 20:00 | Relatório | Placar por quarto: 19-21, 16-20, 19-15, 20-9 |       |                                                       |  | Ginásio Lineu de Moura, São José dos Campos Árbitros: Guilherme Locatelli, Jonas de Carlo Pereira e Fabiano Huber |  |
| 15 de abril 20:00 | Relatório | Pts: Baxter 18 Rbts: Torres 13 Asts: Laws 5  |       | Pts: Pilar 13 Rbts: Holloway/Renato 8 Asts: Dawkins 3 |  | Ginásio Lineu de Moura, São José dos Campos Árbitros: Guilherme Locatelli, Jonas de Carlo Pereira e Fabiano Huber |  |
| 15 de abril 20:00 | Relatório | São José vence as séries por 3–1             |       |                                                       |  | Ginásio Lineu de Moura, São José dos Campos Árbitros: Guilherme Locatelli, Jonas de Carlo Pereira e Fabiano Huber |  |

### Quartas de Final
| Time 1          | Séries | Time 2         | 1º Jogo | 2º Jogo | 3º Jogo | 4º Jogo | 5º Jogo |
| --------------- | ------ | -------------- | ------- | ------- | ------- | ------- | ------- |
| Bauru           | 3–2    | Franca         | 82–55   | 71–74   | 75–67   | 67–78   | 78–72   |
| Mogi das Cruzes | 3–2    | Macaé          | 84–72   | 84–89   | 69–78   | 91–73   | 91–84   |
| Limeira         | 3–1    | Lobos Brasília | 93–76   | 85–93   | 98–83   | 89–76   | –       |
| Flamengo        | 3–2    | São José       | 85–62   | 76–82   | 86–68   | 76–81   | 98–64   |

#### (1) Bauru vs. (8) Franca
Séries na temporada regular
Bauru venceu 2-0 nos confrontos de temporada regular:
| 21 de dezembro | Relatório | Franca | 73–79 | Bauru |  | Ginásio Pedrocão, Franca |  |

| 24 de março | Relatório | Bauru | 82–70 | Franca |  | Ginásio Panela de Pressão, Bauru |  |

| 24 de abril 19:30 | Relatório | Bauru                                             | 82–55 | Franca                                   |  | Ginásio Panela de Pressão, Bauru Árbitros: Guilherme Locatelli, Marcos Antonio de Matos Ferreira e Mauricio Serour |  |
| 24 de abril 19:30 | Relatório | Placar por quarto: 19-18, 19-12, 20-9, 24-16      |       |                                          |  | Ginásio Panela de Pressão, Bauru Árbitros: Guilherme Locatelli, Marcos Antonio de Matos Ferreira e Mauricio Serour |  |
| 24 de abril 19:30 | Relatório | Pts: Murilo 17 Rbts: Hettsheimeir 14 Asts: Alex 6 |       | Pts: Léo 15 Rbts: Léo 8 Asts: Figueroa 5 |  | Ginásio Panela de Pressão, Bauru Árbitros: Guilherme Locatelli, Marcos Antonio de Matos Ferreira e Mauricio Serour |  |

| 26 de abril 19:00 | Relatório | Bauru                                                        | 71–74 | Franca                                      |  | Ginásio Panela de Pressão, Bauru Árbitros: José Carlos Pelissari, Marcos Fornies Benito e Gustavo Edson Mathias |  |
| 26 de abril 19:00 | Relatório | Placar por quarto: 13-19, 26-17, 16-19, 16-19                |       |                                             |  | Ginásio Panela de Pressão, Bauru Árbitros: José Carlos Pelissari, Marcos Fornies Benito e Gustavo Edson Mathias |  |
| 26 de abril 19:00 | Relatório | Pts: Hettsheimeir 23 Rbts: Hettsheimeir 7 Asts: R. Fischer 5 |       | Pts: Mata 26 Rbts: Mata 11 Asts: Figueroa 8 |  | Ginásio Panela de Pressão, Bauru Árbitros: José Carlos Pelissari, Marcos Fornies Benito e Gustavo Edson Mathias |  |

| 30 de abril 20:00 | Relatório | Franca                                             | 67–75 | Bauru                                           |  | Ginásio Pedrocão, Franca Árbitros: Cristiano Jesus Maranho, Fabiano Huber e Maria Claudia Comodaro Moraes |  |
| 30 de abril 20:00 | Relatório | Placar por quarto: 18-14, 9-25, 28-17, 12-19       |       |                                                 |  | Ginásio Pedrocão, Franca Árbitros: Cristiano Jesus Maranho, Fabiano Huber e Maria Claudia Comodaro Moraes |  |
| 30 de abril 20:00 | Relatório | Pts: Lucas Mariano 16 Rbts: Léo 8 Asts: Figueroa 8 |       | Pts: Alex 23 Rbts: Hettsheimeir 11 Asts: Alex 4 |  | Ginásio Pedrocão, Franca Árbitros: Cristiano Jesus Maranho, Fabiano Huber e Maria Claudia Comodaro Moraes |  |

| 2 de maio 17:00 | Relatório | Franca                                        | 78–67 | Bauru                                                       |  | Ginásio Pedrocão, Franca Árbitros: Fernando Serpa Oliveira, Jacob Cassimiro Barreto e Diego Chiconato |  |
| 2 de maio 17:00 | Relatório | Placar por quarto: 17-15, 16-12, 25-23, 20-17 |       |                                                             |  | Ginásio Pedrocão, Franca Árbitros: Fernando Serpa Oliveira, Jacob Cassimiro Barreto e Diego Chiconato |  |
| 2 de maio 17:00 | Relatório | Pts: Léo 20 Rbts: Mata 7 Asts: Figueroa 6     |       | Pts: Hettsheimeir 21 Rbts: Gui Deodato 6 Asts: R. Fischer 8 |  | Ginásio Pedrocão, Franca Árbitros: Fernando Serpa Oliveira, Jacob Cassimiro Barreto e Diego Chiconato |  |

| 5 de maio 19:00 | Relatório | Bauru                                                                     | 78–72 | Franca                                                            |  | Ginásio Panela de Pressão, Bauru Árbitros: Cristiano Jesus Maranho, Marcos Antonio de Matos Ferreira e Fabiano Huber |  |
| 5 de maio 19:00 | Relatório | Placar por quarto: 17-21, 21-15, 23-16, 17-20                             |       |                                                                   |  | Ginásio Panela de Pressão, Bauru Árbitros: Cristiano Jesus Maranho, Marcos Antonio de Matos Ferreira e Fabiano Huber |  |
| 5 de maio 19:00 | Relatório | Pts: Hettsheimeir 24 Rbts: Hettsheimeir/Alex/Murilo 9 Asts: R. Fischer 10 |       | Pts: Lucas Mariano 16 Rbts: Lucas Mariano/Mata 8 Asts: Figueroa 8 |  | Ginásio Panela de Pressão, Bauru Árbitros: Cristiano Jesus Maranho, Marcos Antonio de Matos Ferreira e Fabiano Huber |  |
| 5 de maio 19:00 | Relatório | Bauru vence as séries por 3–2                                             |       |                                                                   |  | Ginásio Panela de Pressão, Bauru Árbitros: Cristiano Jesus Maranho, Marcos Antonio de Matos Ferreira e Fabiano Huber |  |

#### (4) Mogi das Cruzes vs. (12) Macaé
Séries na temporada regular
Mogi das Cruzes venceu 2-0 nos confrontos de temporada regular:
| 12 de dezembro | Relatório | Mogi das Cruzes | 81–70 | Macaé |  | Ginásio Professor Hugo Ramos, Mogi das Cruzes |  |

| 27 de março | Relatório | Macaé | 89–95 | Mogi das Cruzes |  | Ginásio do Tênis Clube de Macaé, Macaé |  |

| 23 de abril 20:00 | Relatório | Mogi das Cruzes                                | 84–72 | Macaé                                                           |  | Ginásio Professor Hugo Ramos, Mogi das Cruzes Árbitros: Guilherme Locatelli, Diego Chiconato e Bruno da Costa Oliveira |  |
| 23 de abril 20:00 | Relatório | Placar por quarto: 13-17, 21-20, 21-18, 29-17  |       |                                                                 |  | Ginásio Professor Hugo Ramos, Mogi das Cruzes Árbitros: Guilherme Locatelli, Diego Chiconato e Bruno da Costa Oliveira |  |
| 23 de abril 20:00 | Relatório | Pts: Filipin 23 Rbts: Curnell 8 Asts: Elinho 5 |       | Pts: Fernando/Jamaal 14 Rbts: Eddy/Márcio 6 Asts: Jamaal/Eddy 4 |  | Ginásio Professor Hugo Ramos, Mogi das Cruzes Árbitros: Guilherme Locatelli, Diego Chiconato e Bruno da Costa Oliveira |  |

| 25 de abril 21:20 | Relatório | Mogi das Cruzes                                       | 84–89 | Macaé                                                   |  | Ginásio Professor Hugo Ramos, Mogi das Cruzes Árbitros: Fernando Serpa Oliveira, Francisco Ferreira De Lima Filho e Andreia Regina da Silva |  |
| 25 de abril 21:20 | Relatório | Placar por quarto: 25-27, 16-17, 27-16, 16-29         |       |                                                         |  | Ginásio Professor Hugo Ramos, Mogi das Cruzes Árbitros: Fernando Serpa Oliveira, Francisco Ferreira De Lima Filho e Andreia Regina da Silva |  |
| 25 de abril 21:20 | Relatório | Pts: Filipin/Shamell 20 Rbts: Paulão 7 Asts: Elinho 3 |       | Pts: Jamaal 27 Rbts: Atílio 8 Asts: João/Márcio/Diego 3 |  | Ginásio Professor Hugo Ramos, Mogi das Cruzes Árbitros: Fernando Serpa Oliveira, Francisco Ferreira De Lima Filho e Andreia Regina da Silva |  |

| 29 de abril 19:30 | Relatório | Macaé                                         | 78–69 | Mogi das Cruzes                                               |  | Ginásio do Tênis Clube de Macaé, Macaé Árbitros: Cristiano Jesus Maranho, Marcos Antonio de Matos Ferreira e Mauricio Serour |  |
| 29 de abril 19:30 | Relatório | Placar por quarto: 25-13, 16-14, 15-23, 22-19 |       |                                                               |  | Ginásio do Tênis Clube de Macaé, Macaé Árbitros: Cristiano Jesus Maranho, Marcos Antonio de Matos Ferreira e Mauricio Serour |  |
| 29 de abril 19:30 | Relatório | Pts: Jamaal 18 Rbts: Atílio 7 Asts: Atílio 5  |       | Pts: Filipin 21 Rbts: Wagner 10 Asts: Paulão/Wagner/Curnell 2 |  | Ginásio do Tênis Clube de Macaé, Macaé Árbitros: Cristiano Jesus Maranho, Marcos Antonio de Matos Ferreira e Mauricio Serour |  |

| 1 de maio 19:30 | Relatório | Macaé                                         | 73–91 | Mogi das Cruzes                                 |  | Ginásio do Tênis Clube de Macaé, Macaé Árbitros: José Carlos Pelissari, Marcos Fornies Benito e Fabiano Huber |  |
| 1 de maio 19:30 | Relatório | Placar por quarto: 21-16, 12-28, 24-32, 16-15 |       |                                                 |  | Ginásio do Tênis Clube de Macaé, Macaé Árbitros: José Carlos Pelissari, Marcos Fornies Benito e Fabiano Huber |  |
| 1 de maio 19:30 | Relatório | Pts: Eddy 17 Rbts: George 6 Asts: Eddy 5      |       | Pts: Shamell 32 Rbts: Curnell 11 Asts: Elinho 4 |  | Ginásio do Tênis Clube de Macaé, Macaé Árbitros: José Carlos Pelissari, Marcos Fornies Benito e Fabiano Huber |  |

| 4 de maio 20:00 | Relatório | Mogi das Cruzes                                 | 91–84 | Macaé                                                 |  | Ginásio Professor Hugo Ramos, Mogi das Cruzes Árbitros: Yuri Ranyerisson Correia Lins, Guilherme Locatelli e Marcos Antonio de Matos Ferreira |  |
| 4 de maio 20:00 | Relatório | Placar por quarto: 15-20, 20-14, 26-30, 30-20   |       |                                                       |  | Ginásio Professor Hugo Ramos, Mogi das Cruzes Árbitros: Yuri Ranyerisson Correia Lins, Guilherme Locatelli e Marcos Antonio de Matos Ferreira |  |
| 4 de maio 20:00 | Relatório | Pts: Curnell 21 Rbts: Curnell 8 Asts: Shamell 3 |       | Pts: Jamaal 24 Rbts: Fernando 6 Asts: Eddy/Pedrinho 3 |  | Ginásio Professor Hugo Ramos, Mogi das Cruzes Árbitros: Yuri Ranyerisson Correia Lins, Guilherme Locatelli e Marcos Antonio de Matos Ferreira |  |
| 4 de maio 20:00 | Relatório | Mogi das Cruzes vence as séries por 3–2         |       |                                                       |  | Ginásio Professor Hugo Ramos, Mogi das Cruzes Árbitros: Yuri Ranyerisson Correia Lins, Guilherme Locatelli e Marcos Antonio de Matos Ferreira |  |

#### (2) Limeira vs. (10) Brasília
Séries na temporada regular
Limeira venceu 2-0 nos confrontos de temporada regular:
| 10 de dezembro | Relatório | Lobos Brasília | 83–87 | Limeira |  | Ginásio ASCEB, Brasília |  |

| 25 de fevereiro | Relatório | Limeira | 86–69 | Lobos Brasília |  | Ginásio Vô Lucato, Limeira |  |

| 22 de abril 20:00 | Relatório | Limeira                                                   | 93–76 | Lobos Brasília                                    |  | Ginásio Vô Lucato, Limeira Árbitros: Guilherme Locatelli, Jonas de Carlo Pereira e Diego Chiconato |  |
| 22 de abril 20:00 | Relatório | Placar por quarto: 17-14, 29-23, 23-22, 24-17             |       |                                                   |  | Ginásio Vô Lucato, Limeira Árbitros: Guilherme Locatelli, Jonas de Carlo Pereira e Diego Chiconato |  |
| 22 de abril 20:00 | Relatório | Pts: Hayes 16 Rbts: Hayes 6 Asts: Nezinho/David Jackson 6 |       | Pts: Giovannoni 22 Rbts: LaMonte 6 Asts: Fúlvio 7 |  | Ginásio Vô Lucato, Limeira Árbitros: Guilherme Locatelli, Jonas de Carlo Pereira e Diego Chiconato |  |

| 24 de abril 20:00 | Relatório | Limeira                                             | 85–93 | Lobos Brasília                                                     |  | Ginásio Vô Lucato, Limeira Árbitros: Cristiano Jesus Maranho, Jacob Cassimiro Barreto e Maria Claudia Comodaro Moraes |  |
| 24 de abril 20:00 | Relatório | Placar por quarto: 18-28, 16-25, 23-16, 28-24       |       |                                                                    |  | Ginásio Vô Lucato, Limeira Árbitros: Cristiano Jesus Maranho, Jacob Cassimiro Barreto e Maria Claudia Comodaro Moraes |  |
| 24 de abril 20:00 | Relatório | Pts: David Jackson 23 Rbts: Hayes 6 Asts: Nezinho 4 |       | Pts: Giovannoni 29 Rbts: Giovannoni 11 Asts: LaMonte/Fúlvio/Fred 4 |  | Ginásio Vô Lucato, Limeira Árbitros: Cristiano Jesus Maranho, Jacob Cassimiro Barreto e Maria Claudia Comodaro Moraes |  |

| 27 de abril 20:30 | Relatório | Lobos Brasília                                | 83–98 | Limeira                                                |  | Ginásio ASCEB, Brasília Árbitros: Fernando Serpa Oliveira, Fabiano Huber e Leandro Sehnem |  |
| 27 de abril 20:30 | Relatório | Placar por quarto: 13-22, 25-19, 21-23, 24-34 |       |                                                        |  | Ginásio ASCEB, Brasília Árbitros: Fernando Serpa Oliveira, Fabiano Huber e Leandro Sehnem |  |
| 27 de abril 20:30 | Relatório | Pts: Arthur 17 Rbts: Ronald 8 Asts: Fúlvio 5  |       | Pts: Nezinho 21 Rbts: Fiorotto 8 Asts: David Jackson 5 |  | Ginásio ASCEB, Brasília Árbitros: Fernando Serpa Oliveira, Fabiano Huber e Leandro Sehnem |  |

| 29 de abril 19:30 | Relatório | Lobos Brasília                                       | 76–89 | Limeira                                         |  | Ginásio ASCEB, Brasília Árbitros: José Carlos Pelissari, Marcos Fornies Benito e Andreia Regina da Silva |  |
| 29 de abril 19:30 | Relatório | Placar por quarto: 15-19, 26-20, 19-27, 16-23        |       |                                                 |  | Ginásio ASCEB, Brasília Árbitros: José Carlos Pelissari, Marcos Fornies Benito e Andreia Regina da Silva |  |
| 29 de abril 19:30 | Relatório | Pts: Giovannoni 15 Rbts: Giovannoni 7 Asts: Fúlvio 5 |       | Pts: Hayes 19 Rbts: Fiorotto 10 Asts: Nezinho 4 |  | Ginásio ASCEB, Brasília Árbitros: José Carlos Pelissari, Marcos Fornies Benito e Andreia Regina da Silva |  |
| 29 de abril 19:30 | Relatório | Limeira vence as séries por 3–1                      |       |                                                 |  | Ginásio ASCEB, Brasília Árbitros: José Carlos Pelissari, Marcos Fornies Benito e Andreia Regina da Silva |  |

#### (3) Flamengo vs. (11) São José
Séries na temporada regular
Flamengo venceu 2-0 nos confrontos de temporada regular:
| 12 de dezembro | Relatório | São José | 71–94 | Flamengo |  | Ginásio Lineu de Moura, São José dos Campos |  |

| 28 de março | Relatório | Flamengo | 93–88 | São José |  | Ginásio Tijuca Tênis Clube, Rio de Janeiro |  |

| 23 de abril 18:00 | Relatório | Flamengo                                              | 85–62 | São José                                       |  | Ginásio Tijuca Tênis Clube, Rio de Janeiro Árbitros: Cristiano Jesus Maranho, Fabiano Huber e Maria Claudia Comodaro Moraes |  |
| 23 de abril 18:00 | Relatório | Placar por quarto: 28-15, 19-18, 20-18, 18-11         |       |                                                |  | Ginásio Tijuca Tênis Clube, Rio de Janeiro Árbitros: Cristiano Jesus Maranho, Fabiano Huber e Maria Claudia Comodaro Moraes |  |
| 23 de abril 18:00 | Relatório | Pts: Benite 19 Rbts: Olivinha 13 Asts: Laprovittola 4 |       | Pts: Baxter 15 Rbts: Torres 8 Asts: Valtinho 4 |  | Ginásio Tijuca Tênis Clube, Rio de Janeiro Árbitros: Cristiano Jesus Maranho, Fabiano Huber e Maria Claudia Comodaro Moraes |  |

| 25 de abril 18:00 | Relatório | Flamengo                                                 | 76–82 | São José                                              |  | Ginásio Tijuca Tênis Clube, Rio de Janeiro Árbitros: Guilherme Locatelli, Marcos Antonio de Matos Ferreira e Leandro Sehnem |  |
| 25 de abril 18:00 | Relatório | Placar por quarto: 21-20, 14-21, 22-16, 19-25            |       |                                                       |  | Ginásio Tijuca Tênis Clube, Rio de Janeiro Árbitros: Guilherme Locatelli, Marcos Antonio de Matos Ferreira e Leandro Sehnem |  |
| 25 de abril 18:00 | Relatório | Pts: Marquinhos 22 Rbts: Olivinha 6 Asts: Laprovittola 5 |       | Pts: Laws 17 Rbts: Laws/Dedé/Torres 7 Asts: Betinho 6 |  | Ginásio Tijuca Tênis Clube, Rio de Janeiro Árbitros: Guilherme Locatelli, Marcos Antonio de Matos Ferreira e Leandro Sehnem |  |

| 28 de abril 20:00 | Relatório | São José                                             | 68–86 | Flamengo                                                 |  | Ginásio Lineu de Moura, São José dos Campos Árbitros: José Carlos Pelissari, Marcos Fornies Benito e Diego Chiconato |  |
| 28 de abril 20:00 | Relatório | Placar por quarto: 18-25, 11-22, 22-20, 17-19        |       |                                                          |  | Ginásio Lineu de Moura, São José dos Campos Árbitros: José Carlos Pelissari, Marcos Fornies Benito e Diego Chiconato |  |
| 28 de abril 20:00 | Relatório | Pts: Dedé 14 Rbts: Torres 10 Asts: Torres/Valtinho 4 |       | Pts: Olivinha 21 Rbts: Marquinhos 7 Asts: Laprovittola 6 |  | Ginásio Lineu de Moura, São José dos Campos Árbitros: José Carlos Pelissari, Marcos Fornies Benito e Diego Chiconato |  |

| 30 de abril 19:30 | Relatório | São José                                        | 81–76 | Flamengo                                                     |  | Ginásio Lineu de Moura, São José dos Campos Árbitros: Fernando Serpa Oliveira, Jacob Cassimiro Barreto e Andreia Regina da Silva |  |
| 30 de abril 19:30 | Relatório | Placar por quarto: 28-23, 17-17, 22-19, 14-17   |       |                                                              |  | Ginásio Lineu de Moura, São José dos Campos Árbitros: Fernando Serpa Oliveira, Jacob Cassimiro Barreto e Andreia Regina da Silva |  |
| 30 de abril 19:30 | Relatório | Pts: Baxter 21 Rbts: Torres 11 Asts: Valtinho 8 |       | Pts: Marquinhos 26 Rbts: Laprovittola 6 Asts: Laprovittola 6 |  | Ginásio Lineu de Moura, São José dos Campos Árbitros: Fernando Serpa Oliveira, Jacob Cassimiro Barreto e Andreia Regina da Silva |  |

| 5 de maio 21:00 | Relatório | Flamengo                                                  | 98–64 | São José                                             |  | Ginásio Tijuca Tênis Clube, Rio de Janeiro Árbitros: Fernando Serpa Oliveira, Guilherme Locatelli e Diego Chiconato |  |
| 5 de maio 21:00 | Relatório | Placar por quarto: 21-18, 22-17, 29-10, 26-19             |       |                                                      |  | Ginásio Tijuca Tênis Clube, Rio de Janeiro Árbitros: Fernando Serpa Oliveira, Guilherme Locatelli e Diego Chiconato |  |
| 5 de maio 21:00 | Relatório | Pts: Marquinhos 26 Rbts: Meyinsse 10 Asts: Laprovittola 9 |       | Pts: Torres 16 Rbts: Torres/Renan 6 Asts: Valtinho 5 |  | Ginásio Tijuca Tênis Clube, Rio de Janeiro Árbitros: Fernando Serpa Oliveira, Guilherme Locatelli e Diego Chiconato |  |
| 5 de maio 21:00 | Relatório | Flamengo vence as séries por 3–2                          |       |                                                      |  | Ginásio Tijuca Tênis Clube, Rio de Janeiro Árbitros: Fernando Serpa Oliveira, Guilherme Locatelli e Diego Chiconato |  |

### Semifinais
| Time 1  | Séries | Time 2          | 1º Jogo | 2º Jogo | 3º Jogo | 4º Jogo | 5º Jogo |
| ------- | ------ | --------------- | ------- | ------- | ------- | ------- | ------- |
| Bauru   | 3–2    | Mogi das Cruzes | 73–81   | 84–81   | 78–85   | 98–91   | 77–65   |
| Limeira | 0–3    | Flamengo        | 78–85   | 73–92   | 67–76   | –       | –       |

#### (1) Bauru vs. (4) Mogi das Cruzes
Séries na temporada regular
Bauru venceu 2-0 nos confrontos de temporada regular:
| 6 de janeiro | Relatório | Mogi das Cruzes | 80–99 | Bauru |  | Ginásio Professor Hugo Ramos, Mogi das Cruzes |  |

| 31 de março | Relatório | Bauru | 97–75 | Mogi das Cruzes |  | Ginásio Panela de Pressão, Bauru |  |

| 10 de maio 19:30 | Relatório | Bauru                                         | 73–81 | Mogi das Cruzes                                |  | Ginásio Panela de Pressão, Bauru Árbitros: Cristiano Jesus Maranho, Jacob Cassimiro Barreto e Maria Claudia Comodaro Moraes |  |
| 10 de maio 19:30 | Relatório | Placar por quarto: 17-21, 21-22, 21-11, 14-27 |       |                                                |  | Ginásio Panela de Pressão, Bauru Árbitros: Cristiano Jesus Maranho, Jacob Cassimiro Barreto e Maria Claudia Comodaro Moraes |  |
| 10 de maio 19:30 | Relatório | Pts: Alex 19 Rbts: Larry 8 Asts: Alex 5       |       | Pts: Shamell 27 Rbts: Curnell 5 Asts: Elinho 6 |  | Ginásio Panela de Pressão, Bauru Árbitros: Cristiano Jesus Maranho, Jacob Cassimiro Barreto e Maria Claudia Comodaro Moraes |  |

| 12 de maio 21:00 | Relatório | Bauru                                         | 84–81 | Mogi das Cruzes                                         |  | Ginásio Panela de Pressão, Bauru Árbitros: Guilherme Locatelli, Jonas Pereira e Fabiano Huber |  |
| 12 de maio 21:00 | Relatório | Placar por quarto: 19-13, 22-17, 23-22, 20-29 |       |                                                         |  | Ginásio Panela de Pressão, Bauru Árbitros: Guilherme Locatelli, Jonas Pereira e Fabiano Huber |  |
| 12 de maio 21:00 | Relatório | Pts: Alex 22 Rbts: Alex 6 Asts: R. Fischer 12 |       | Pts: Jimmy/Shamell 13 Rbts: Alexandre 7 Asts: Shamell 3 |  | Ginásio Panela de Pressão, Bauru Árbitros: Guilherme Locatelli, Jonas Pereira e Fabiano Huber |  |

| 15 de maio 19:30 | Relatório | Mogi das Cruzes                                           | 85–78 | Bauru                                                                  |  | Ginásio Professor Hugo Ramos, Mogi das Cruzes Árbitros: Fernando Serpa Oliveira, Marcos Antonio de Matos Ferreira e Diego Chiconato |  |
| 15 de maio 19:30 | Relatório | Placar por quarto: 15-19, 22-15, 27-25, 21-19             |       |                                                                        |  | Ginásio Professor Hugo Ramos, Mogi das Cruzes Árbitros: Fernando Serpa Oliveira, Marcos Antonio de Matos Ferreira e Diego Chiconato |  |
| 15 de maio 19:30 | Relatório | Pts: Shamell 23 Rbts: Curnell 9 Asts: Gustavinho/Elinho 3 |       | Pts: Robert Day/R. Fischer 18 Rbts: Murilo/Hettsheimeir 7 Asts: Alex 7 |  | Ginásio Professor Hugo Ramos, Mogi das Cruzes Árbitros: Fernando Serpa Oliveira, Marcos Antonio de Matos Ferreira e Diego Chiconato |  |

| 17 de maio 13:00 | Relatório | Mogi das Cruzes                                                 | 91–98 | Bauru                                                 | 2OT | Ginásio Professor Hugo Ramos, Mogi das Cruzes Árbitros: Guilherme Locatelli, Jacob Barreto e Fabiano Huber |  |
| 17 de maio 13:00 | Relatório | Placar por quarto: 12-11, 15-20, 23-26, 19-12, OT: 12-12, 10-17 |       |                                                       | 2OT | Ginásio Professor Hugo Ramos, Mogi das Cruzes Árbitros: Guilherme Locatelli, Jacob Barreto e Fabiano Huber |  |
| 17 de maio 13:00 | Relatório | Pts: Filipin 22 Rbts: Curnell 15 Asts: Gustavinho 5             |       | Pts: Hettsheimeir 22 Rbts: Larry 8 Asts: R. Fischer 9 | 2OT | Ginásio Professor Hugo Ramos, Mogi das Cruzes Árbitros: Guilherme Locatelli, Jacob Barreto e Fabiano Huber |  |

| 20 de maio 19:30 | Relatório | Bauru                                                 | 77–65 | Mogi das Cruzes                                       |  | Ginásio Panela de Pressão, Bauru Árbitros: Cristiano Maranho, Jacob Barreto e Diego Chiconato |  |
| 20 de maio 19:30 | Relatório | Placar por quarto: 15-17, 19-11, 16-15, 27-22         |       |                                                       |  | Ginásio Panela de Pressão, Bauru Árbitros: Cristiano Maranho, Jacob Barreto e Diego Chiconato |  |
| 20 de maio 19:30 | Relatório | Pts: R. Fischer 20 Rbts: Murilo 12 Asts: Larry/Alex 7 |       | Pts: Paulão 14 Rbts: Gerson/Shamell 6 Asts: Curnell 6 |  | Ginásio Panela de Pressão, Bauru Árbitros: Cristiano Maranho, Jacob Barreto e Diego Chiconato |  |
| 20 de maio 19:30 | Relatório | Bauru vence as séries por 3–2                         |       |                                                       |  | Ginásio Panela de Pressão, Bauru Árbitros: Cristiano Maranho, Jacob Barreto e Diego Chiconato |  |

#### (2) Limeira vs. (3) Flamengo
Séries na temporada regular
Empatado em 1-1 nos confrontos de temporada regular:
| 9 de janeiro | Relatório | Limeira | 78–73 | Flamengo |  | Ginásio Vô Lucato, Limeira |  |

| 3 de abril | Relatório | Flamengo | 86–70 | Limeira |  | Ginásio Tijuca Tênis Clube, Rio de Janeiro |  |

| 9 de maio 16:00 | Relatório | Limeira                                                              | 78–85 | Flamengo                                                              |  | Ginásio Vô Lucato, Limeira Árbitros: Guilherme Locatelli, Diego Chiconato e Fabiano Huber |  |
| 9 de maio 16:00 | Relatório | Placar por quarto: 20-14, 21-24, 18-18, 19-29                        |       |                                                                       |  | Ginásio Vô Lucato, Limeira Árbitros: Guilherme Locatelli, Diego Chiconato e Fabiano Huber |  |
| 9 de maio 16:00 | Relatório | Pts: David Jackson 19 Rbts: David Jackson/Fiorotto 5 Asts: Nezinho 7 |       | Pts: Laprovittola 21 Rbts: Olivinha/Marquinhos 6 Asts: Laprovittola 6 |  | Ginásio Vô Lucato, Limeira Árbitros: Guilherme Locatelli, Diego Chiconato e Fabiano Huber |  |

| 11 de maio 19:00 | Relatório | Limeira                                                                 | 73–92 | Flamengo                                                   |  | Ginásio Vô Lucato, Limeira Árbitros: Fernando Serpa Oliveira, Marcos Antonio de Matos Ferreira e Leandro Sehnem |  |
| 11 de maio 19:00 | Relatório | Placar por quarto: 15-27, 21-16, 13-17, 24-32                           |       |                                                            |  | Ginásio Vô Lucato, Limeira Árbitros: Fernando Serpa Oliveira, Marcos Antonio de Matos Ferreira e Leandro Sehnem |  |
| 11 de maio 19:00 | Relatório | Pts: Deryk/Teichmann/David Jackson 13 Rbts: Teichmann 6 Asts: Mineiro 5 |       | Pts: Marquinhos 25 Rbts: Marquinhos 5 Asts: Laprovittola 6 |  | Ginásio Vô Lucato, Limeira Árbitros: Fernando Serpa Oliveira, Marcos Antonio de Matos Ferreira e Leandro Sehnem |  |

| 14 de maio 20:30 | Relatório | Flamengo                                               | 76–67 | Limeira                                                    |  | Ginásio Tijuca Tênis Clube, Rio de Janeiro Árbitros: Cristiano Maranho, Jacob Barreto e Maurício Serour |  |
| 14 de maio 20:30 | Relatório | Placar por quarto: 21-21, 14-19, 19-20, 22-7           |       |                                                            |  | Ginásio Tijuca Tênis Clube, Rio de Janeiro Árbitros: Cristiano Maranho, Jacob Barreto e Maurício Serour |  |
| 14 de maio 20:30 | Relatório | Pts: Meyinsse 17 Rbts: Olivinha 8 Asts: Laprovittola 7 |       | Pts: David Jackson 15 Rbts: Mineiro 8 Asts: Ronald Ramon 4 |  | Ginásio Tijuca Tênis Clube, Rio de Janeiro Árbitros: Cristiano Maranho, Jacob Barreto e Maurício Serour |  |
| 14 de maio 20:30 | Relatório | Flamengo vence as séries por 3–0                       |       |                                                            |  | Ginásio Tijuca Tênis Clube, Rio de Janeiro Árbitros: Cristiano Maranho, Jacob Barreto e Maurício Serour |  |

## Finais: (1) Bauru vs. (3) Flamengo
| Time 1 | Séries | Time 2   | 1º Jogo | 2º Jogo | 3º Jogo |
| ------ | ------ | -------- | ------- | ------- | ------- |
| Bauru  | 0–2    | Flamengo | 69–91   | 67–77   | –       |

Séries na temporada regular
Bauru venceu 2-0 nos confrontos de temporada regular:
| 13 de janeiro | Relatório | Flamengo | 77–84 | Bauru |  | HSBC Arena, Rio de Janeiro |  |

| 30 de janeiro | Relatório | Bauru | 92–84 | Flamengo |  | Ginásio Panela de Pressão, Bauru |  |

| 26 de maio 21:30 | Relatório | Flamengo                                            | 91–69 | Bauru                                                     |  | HSBC Arena, Rio de Janeiro Árbitros: Fernando Serpa, Guilherme Locatelli e Diego Chiconato |  |
| 26 de maio 21:30 | Relatório | Placar por quarto: 28-18, 19-10, 23-15, 21-26       |       |                                                           |  | HSBC Arena, Rio de Janeiro Árbitros: Fernando Serpa, Guilherme Locatelli e Diego Chiconato |  |
| 26 de maio 21:30 | Relatório | Pts: Benite 16 Rbts: Felício 8 Asts: Laprovittola 7 |       | Pts: R. Fischer 20 Rbts: Alex/Murilo 5 Asts: R. Fischer 8 |  | HSBC Arena, Rio de Janeiro Árbitros: Fernando Serpa, Guilherme Locatelli e Diego Chiconato |  |

| 30 de maio 10:00 | Relatório | Bauru                                         | 67–77 | Flamengo                                                            |  | Ginásio Neusa Galetti, Marília Árbitros: Cristiano Maranho, Jacob Barreto e Fabiano Huber |  |
| 30 de maio 10:00 | Relatório | Placar por quarto: 11-25, 14-15, 14-22, 28-15 |       |                                                                     |  | Ginásio Neusa Galetti, Marília Árbitros: Cristiano Maranho, Jacob Barreto e Fabiano Huber |  |
| 30 de maio 10:00 | Relatório | Pts: Robert Day 23 Rbts: Alex 8 Asts: Larry 6 |       | Pts: Laprovittola 19 Rbts: Olivinha/Meyinsse 8 Asts: Laprovittola 4 |  | Ginásio Neusa Galetti, Marília Árbitros: Cristiano Maranho, Jacob Barreto e Fabiano Huber |  |
| 30 de maio 10:00 | Relatório | Flamengo vence as séries por 2–0              |       |                                                                     |  | Ginásio Neusa Galetti, Marília Árbitros: Cristiano Maranho, Jacob Barreto e Fabiano Huber |  |

## Premiação
| Novo Basquete Brasil 2014-15            |
| Rio de Janeiro                          |
| --------------------------------------- |
| Flamengo Campeão (5° título Brasileiro) |

## Lideres nas estatísticas
| Categoria      | Maior                       | Maior                 | Maior       | Média         | Média          | Média | Média |
| Categoria      | Jogador                     | Time                  | Total       | Jogador       | Time           | Avg.  | Jogos |
| -------------- | --------------------------- | --------------------- | ----------- | ------------- | -------------- | ----- | ----- |
| Pontos         | Shamell                     | Mogi das Cruzes       | 32          | Jamaal        | Macaé          | 20.9  | 9     |
| Rebotes        | Tyrone Curnell Hettsheimeir | Mogi das Cruzes Bauru | 15 (2OT) 14 | Caio Torres   | São José       | 8.3   | 9     |
| Assistências   | Ricardo Fischer Joe Smith   | Bauru Pinheiros       | 12          | Joe Smith     | Pinheiros      | 7.0   | 4     |
| Roubos de bola | Tyrone Curnell              | Mogi das Cruzes       | 6           | Marcus Toledo | Pinheiros      | 3.0   | 4     |
| Tocos          | Drudi                       | São José              | 4           | Ronald        | Lobos Brasília | 1.6   | 8     |